# Marian Bahr
Marian Bahr (ur. 1906 w Tymawie, zm. po 24 października 1939) – polski biolog i nauczyciel.
Od 1928 do 1930 studiował nauki medyczne na Uniwersytecie Poznańskim, a od 1930 do 1935 nauki przyrodnicze. Od 1937 przez dwa lata pracował jako demonstrator w prowadzonym przez prof. Antoniego Jakubskiego Zakładzie Anatomii Porównawczej i Biologii. Podczas studiów należał do korporacji akademickiej K! Pomerania. Przedmiotem prowadzonych przez Mariana Bahra badań była fauna denna Zatoki Puckiej, opublikował artykuł dotyczący zakładania akwarium fauny bałtyckiej. Najważniejszą z punktu naukowego pracą był szczegółowy opis szkieletu podwoja wielkiego (Mesidothea entomon). W 1939 przeprowadził się do Włocławka, gdzie otrzymał pracę w Gimnazjum im. Jana Długosza. Został aresztowany wraz z innymi nauczycielami w nocy z 23 na 24 października 1939 i prawdopodobnie został rozstrzelany w lasach koło Działdowa.